# روبرت إينغيرسول إيتكن
روبرت إينغيرسول إيتكن (بالإنجليزية: Robert Ingersoll Aitken)‏ هو نحات أمريكي، ولد في 8 مايو 1878 في سان فرانسيسكو في الولايات المتحدة، وتوفي في 3 يناير 1949 في نيويورك في الولايات المتحدة.

## وصلات خارجية
- روبرت إينغيرسول إيتكن على موقع أوليمبيديا (الإنجليزية)